# Базилика Пресвятой Девы Марии Назаретской (Белен)

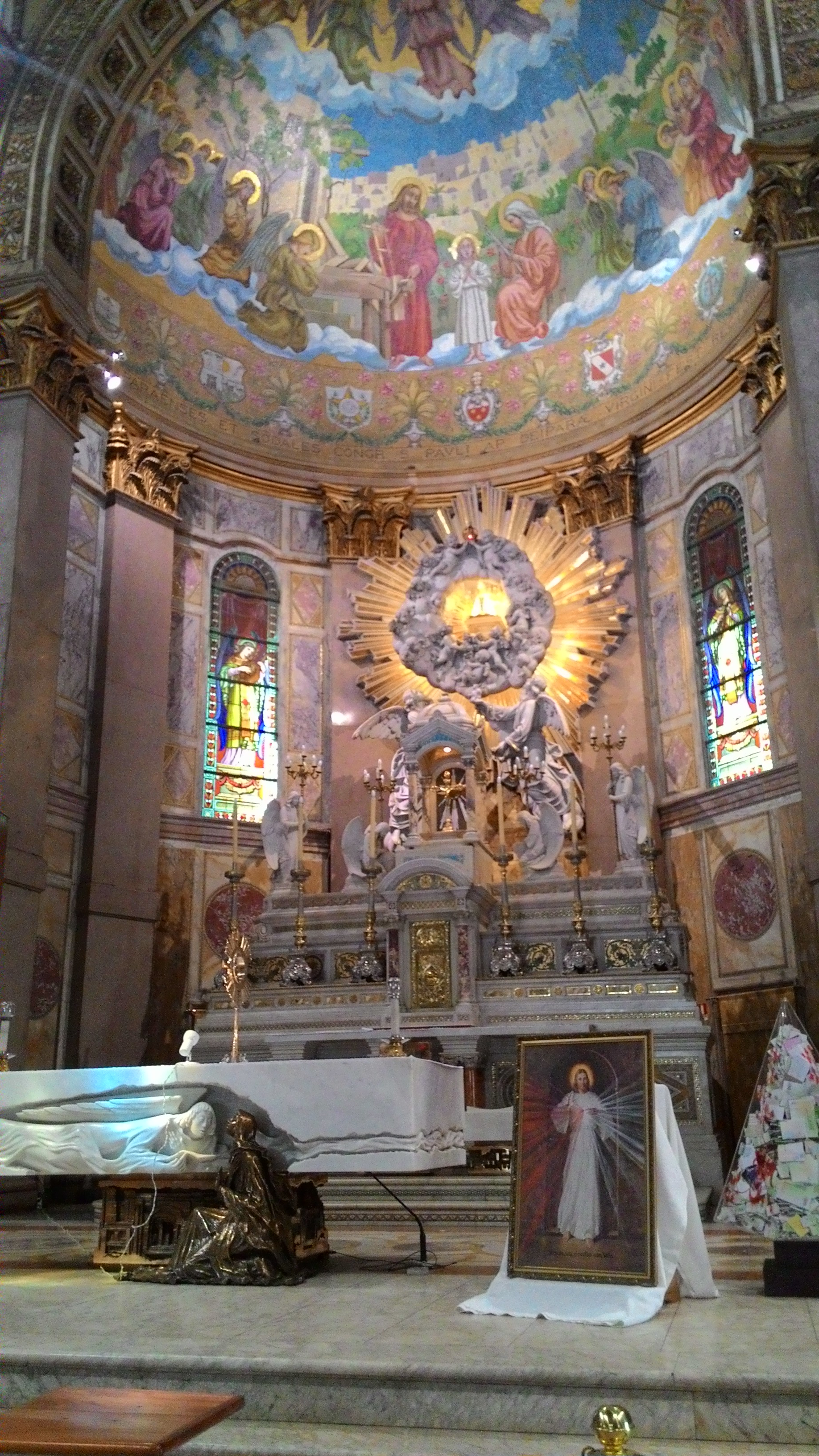
Алтарь

Бази́лика Пресвято́й Де́вы Мари́и Назаре́тской (порт. Basílica Santuário de Nossa Senhora de Nazaré) — католический храм в городе Белен, Бразилия. Находится в старой части города. Входит в состав архиепархии Белен-до-Пара. Малая базилика. Национальный памятник (ID 1324).

## История
Согласно одной из самых распространённых городских историй, около 1700 года португало-индейский метис по имени Пласидо обнаружил среди камней на берегу реки Мурутуку (Murutucu) вырезанную из дерева статую Девы Марии размером около тридцати сантиметров. Пласидо отнёс эту статую себе домой, соорудив для неё небольшой алтарь, но таинственным образом статуя возвратился на место своего обнаружения, что стало считаться среди индейцев божественным знаком. Местные жители соорудили для статуи небольшую часовню для почитания. В 1861 году на месте этой часовни был построен небольшой храм. В связи с увеличением паломников в этот храм возникла необходимость в более вместительной церкви.
В 1909 году началось строительство современного храма. 24 октября 1909 года архиепископ Сантину Мария да Сильва Коутиньо освятил фундамент нового храма. Строительство храма в эклектическом стиле с элементами неоклассицизма по проекту итальянских архитекторов Джино Коппеде и Джузеппе Предассо (итал. Giuseppe Predasso) продолжалось с перерывами до 1950 года. Функционирование храма началось с 1923 года. В этом же году римский папа Пий XI возвёл храм в статус малой базилики.
Храм является важным элементом проведения католического паломничества, совершаемого ежегодно с 1793 года во второе воскресение октября.
В 1992 году бразильское правительство объявило храм Национальным памятником.